# Willi Niggeling
Willi Niggeling (* 3. Februar 1900 in Iserlohn; † 9. April 1973 in Frankfurt am Main) war ein deutscher Pianist, Komponist und Hochschullehrer.

## Leben und Wirken
Niggeling studierte bei einem Schüler von Franz Liszt. Als Pianist konzertierte er in Deutschland und im Ausland. Zum 1. Juli 1931 trat er in die NSDAP ein (Mitgliedsnummer 575.943). Er hielt Vorträge über das Judentum in der Musik. Im Zweiten Weltkrieg wurde er als Soldat der Wehrmacht in der Sowjetunion eingesetzt, geriet dort in Kriegsgefangenschaft und besuchte die Antifa-Schule bei Moskau. Nach seiner Rückkehr nach Deutschland im Jahr 1949 wurde er SED-Mitglied. Er war 1951 an der Bildung einer staatlichen Kommission für Kunstangelegenheiten beteiligt und war Leiter der Musikabteilung im Ministerium für Volksbildung.
Niggling war ab 1951 Rektor der Hochschule für Musik Franz Liszt Weimar als Nachfolger von Ottmar Gerster. Zunehmend geriet er in Widerspruch mit der Kulturpolitik der SED. So hatte er sich gegen eine Erweiterung des Grundlagenstudiums Marxismus-Leninismus zu Ungunsten der musikalischen Fachausbildung eingesetzt, sodass er das Amt des Rektors 1955 niederlegen musste. Bei der Gründung des „Klubs der Intelligenz“ in Weimar im Jahr 1955 war er Mitunterzeichner.
Von 1955 bis 1958 wirkte Niggeling als Dozent für Klavier in Halle. 1958 übersiedelte er nach Berlin-West. Danach folgten mehrere Dozenturen für Klavier, so 1959 an der Musikhochschule Hannover und 1961 als Professor für Gehörbildung und Improvisation an der Musikhochschule Frankfurt am Main, deren stellvertretender Direktor er von 1964 bis 1968 war, bevor er in den Ruhestand eintrat.